# El alma joven II
Juan Gabriel, también conocido como El Alma Joven II,  es el segundo álbum de estudio del Cantautor mexicano Juan Gabriel, lanzamiento al mercado por RCA Records el 4 de mayo de 1972. El álbum sigue por el mismo camino de las baladas románticas y alegres de su antecesor. Los arreglistas del primer disco trabajaron en esta placa.
El álbum es la continuación de El Alma Joven... y forma parte de una trilogía para la presentación e internacionalización del cantautor, siendo el segundo de esta, que planificó su disquera.  «Solo sé que fue en marzo» se regrabó con arreglos de mariachi y orquestales en 1986 para ser incluido en el álbum Pensamientos, producido íntegramente por Juan Gabriel. Esta grabación se lanzó como el tercer sencillo del mismo, con una duración más larga, de más de 4 minutos.

## Lista de canciones
Todas las canciones compuestas por Alberto Aguilera Valadez.

| N.º | Título                               | Duración |  |
| 1.  | «Será mañana»                        | 2:57     |  |
| 2.  | «No puedo olvidar»                   | 3:45     |  |
| 3.  | «Yo no digo que te amo»              | 3:08     |  |
| 4.  | «¿Por qué fue que te amé?»           | 3:42     |  |
| 5.  | «Rosenda»                            | 3:03     |  |
| 6.  | «Solo sé que fue en marzo (Arcelia)» | 2:47     |  |
| 7.  | «Uno, dos y tres (Y me das un beso)» | 2:59     |  |
| 8.  | «Tú qué fuiste»                      | 3:29     |  |
| 9.  | «Aquella melodía»                    | 2:44     |  |
| 10. | «No quiero que me dejes»             | 3:35     |  |
| 11. | «Te busco, te extraño»               | 2:33     |  |

## Charts

### Sencillos
| Año  | Sencillo                                            | Posición pico en México | Record World Magazine | Posición pico en Guatemala |
| ---- | --------------------------------------------------- | ----------------------- | --------------------- | -------------------------- |
| 1972 | «Será mañana»/ «Uno, dos y tres (Y me das un beso)» | #1                      | —                     | —                          |
| 1972 | «Será mañana»/ «Uno, dos y tres (Y me das un beso)» | —                       | —                     | #2                         |
| 1972 | «Solo sé que fue en marzo (Arcelia)»                | —                       | —                     | —                          |
| 1973 | «Te busco, te extraño»/ «Rosenda»                   | #9                      | #4                    | —                          |
| 1973 | «Te busco, te extraño»/ «Rosenda»                   | —                       | —                     | —                          |
| 1973 | «Tú qué fuiste»/ «Yo no digo que te amo»            | —                       | —                     | —                          |
| 1973 | «Tú qué fuiste»/ «Yo no digo que te amo»            | —                       | —                     | —                          |

## Créditos y personal
- Alberto Aguilera Valadez - voz y composición.
- Eduardo Magallanes - arreglos y dirección en «Será mañana», «No puedo olvidar» y «Tú qué fuiste».
- Chucho Ferrer - arreglos y dirección en «Rosenda», «Solo sé que fue en marzo (Arcelia)», «Uno, dos y tres (Y me das un beso)», «No quiero que me dejes» y «Te busco, te extraño».
- Jonathan Zarzoza - arreglos y dirección en «¿Por qué fue que te amé?» y «Aquella melodía».
- Pocho Pérez - arreglos y dirección en «Yo no digo que te amo».
- Hermanos Zavala (sin acreditar) - coros.